# Piranschahr (Verwaltungsbezirk)
Piranschahr (persisch شهرستان پیرانشهر) ist ein Schahrestan in der Provinz West-Aserbaidschan im Iran. Er enthält die Stadt Piranschahr, welche die Hauptstadt des Verwaltungsbezirks ist. 

## Demografie
Bei der Volkszählung 2016 betrug die Einwohnerzahl des Schahrestan 138.864. Die Alphabetisierung lag bei 77 Prozent der Bevölkerung. Knapp 69 Prozent der Bevölkerung lebten in urbanen Regionen.
| Zensusjahr | Einwohnerzahl |
| ---------- | ------------- |
| 2011       | 123.639       |
| 2016       | 138.864       |